# زولفو ليفانيلي
عمر زولفو ليفانيليوغلو (بالتركية: Ömer Zülfü Livanelioğlu)‏ هو موسيقي وشاعر وروائي وسياسي تركي ولد في يوم 20 يونيو 1946. نشرت رواياته في كل العالم وفي سنة 2006 بجائزة بارنز ونوبل للكتاب العظام. روايتيه سيريناد لمنزل نادية وليلى و قصة شقيقي ترجمت إلى 37 لغة وتم عمل عدة أفلام ومسرحيات لها، وفي العام 2029 أصدر رواية الجزيرة الأخيرة. تم سجنه بعد الانقلاب العسكري التركي 1971 بسبب نشاطاته السياسية، مما أدى به لمغادرة تركيا في سنة 1972، وعاش متنقل بين اليونان والسويد وفرنسا والولايات المتحدة، إلى أن عاد إلى بلده في سنة 1984.